# Мешулам
Мешулам е еврейска фамилия от сефарадската общност, която се среща в Испания, Франция, Италия и Германия. В превод от иврит има библейско значение и означава „отплата“.

## Родословие
През 1810 г. Хам Реубен Мешулам напуска Бавария и се заселва в София. Негови синове са Аврам, Йосеф и Нисим Мешулам. Те са първите вносители на фина стъклария в България след Освобождението. Синовете на Нисим Мешулам – Бохор (1886), Рубен (1891) и Самуил (1893) продължават да търгуват със стъкларски артикули.
През 1930 г. Рубен Нисим Мешулам в съдружие с чичо си Йосеф открива фирма „Стъкларски магазин Париж – Карлсбад“, която през 1935 г. е пререгистрира като Събирателно дружество „Братя Мешулам“. То се занимава с търговия със стъклария, емайлирани съдове, порцелан и кухненски потреби с участието и на останалите двама братя Бохор и Самуил. Дружеството се намира на ул. „Цар Калоян“ № 19 в София. На 14 януари 1941 г. Йосиф Мешулам напуска събирателното дружество и то остава на тримата братя – Бохор, Рубен и Самуил Мешулам. След приемането на Закона за защита на нацията на 23 януари 1941 г. дружеството им е ликвидирано. През 1943 г. семействата на Бохор, Рубен и Самуил Мешулам са изселени от София в Плевен, където остават до септември 1944 г. От 1945 г. братя Мешулам възстановяват стопанската си дейност и работят до края на юни 1948 г. В периода 1949 – 1950 г. братя Мешулам напускат България и заедно със семействата си се заселват в Израел. Събирателното дружество „Братя Мешулам“ е закрито.
Семейният им архив се съхранява във фонд 1496К в Централен държавен архив. Той се състои от 35 архивни единици от периода 1903 – 1953 г.